# OSO 8
OSO–8 (Orbiting Solar Observatory) amerikai napkutató műhold.

## Küldetés
A program célja Napkutatás. A Nap elektromágneses sugárzásának vizsgálata az ultraibolya és a röntgentartományban, valamint az égbolt, a geokorona és az állatövi fény tanulmányozása.

## Jellemzői
Tervezte a NASA, építette Ball Brothers Research Corporation (BBRC).
Megnevezések: OSO–8 (Orbiting Solar Observatory); OSO I; COSPAR: 1975-057A. Kódszáma: 7970.
1975. június 21-én Floridából, a Légierő (USAF) Cape Canaveral rakétaindító bázisáról, az LC–17B (LC–Launch Complex) jelű indítóállványról, egy Thor–Delta (586/D112) hordozórakétával, a TETR–3 navigációs műhold társaságában állították alacsony Föld körüli pályára (LEO = Low-Earth Orbit). Az orbitális pályája 95,60 perces, 32,9 fokos hajlásszögű, elliptikus pálya perigeuma 539 kilométer, az apogeuma 553 kilométer volt.
Tömege 1066 kilogramm. Mérési adatait magnóra rögzítette, illetve közvetlenül a földi állomásokra továbbította. 1978. október 1-jén befejezte aktív szolgálatát.
1986. július 9-én 4036 nap (211,05 év) után belépett a légkörbe és megsemmisült.